# Yuri de Smolensk
Yuri Sviatoslávich o Georgi Sviatoslávovich (en ruso: Юрий Святославович o Георгий Святославович) fue el último soberano de Smolensk y Briansk (1386-1395, 1401-1404), que pasó su vida intentando defenderse de la agresión del Gran Ducado de Lituania.

## Biografía
En 1386 estalló una guerra entre los hijos de Algirdas, Skirgaila y Andréi de Pólotsk. Este último tuvo que huir de Pólotsk a Smolensk y le pidió ayuda al padre de Yuri. Los ejércitos de Smolensk y Skirgaila se encontraron cerca de Mstislavl. Tras la muerte del padre de Yuri en batalla y la captura como prisioneros de sus hermanos, los lituanos llegaron a Smolensk y le permitieron a Yuri asumir el trono con ciertas condiciones, tras pagar una considerable indemnizacón.
En 1395, mientras Yuri estaba visitando a su suegro, Oleg II de Riazán, su cuñado, Vitautas el Grande tomó Smolensk e instaló a su gobernador. Cuatro años, Vitautas fue derrotado por los tártaros en la batalla del río Vorskla. En 1401, Yuri y Oleg saqueron provecho de su difícil situación para recapturar Smolensk y Briansk, donde los boyardos pro-lituanos fueron ejecutados.
En otoño, Vitautas sometió a asedio a Smolensk pero se vio forzado a retirarse tras firmar un armisticio. Dos años después, Smolensk resistió un asedio de dos semanas al que le sometió el ejército de Vitautas. Yuri, buscando ayuda para impedir un nuevo ataque, fue a Moscú a solicitársela a Basilio I, yerno de Vitautas. Aunque Yuri prometió ceder sus posesiones a Basilio, el soberano moscovita dudó aceptar esta jugosa propuesta, de modo que los boyardos de Smolensk abrieron las puertas de la ciudad y rindieron la capital de Yuri a su viejo enemigo en 1404. Así Smolensk se erdería al control ruso durante más de un siglo.
Como Basilio deseaba presentar a Yuri como corto de miras, este abandonó Moscú y se marchó con su hijo a Nóvgorod, donde fue tratado honorablemente y se le dio un infantazgo de trece ciudades, entre las que se incluyen Pórjov y Tíversk. En 1406 volvió a Moscú, se reconcilió con Basilio y fue enviado a gobernar Torzhok en su nombre. Mientras tanto, intentaba seducir a la mujer de su primo, el príncipe Semión de Viazma. Al ser rechazado por esta, Yuri la mató a ella y a su marido, y, para evitar el ser castigado, huyó a los terrenos de la Horda de Oro, donde moriría poco después, en 1407.

## Progenie
Yuri tuvo dos hijas, Anastasia y Elena. La última fue esposa del Gran Duque Švitrigaila de Lituania. La primera se casó en 1399 con Yuri de Zvenígorod, siendo madre del famoso Dmitri Shemiaka.